# TuS 1860 Magdeburg-Neustadt
Der TuS 1860 Magdeburg-Neustadt ist der älteste Sportverein aus Magdeburg und besteht aus den Abteilungen Fußball, Handball, Tischtennis, Darts  und Gymnastik.

## Geschichte

### Magdeburger FC Viktoria 1896
Der Magdeburger FC Viktoria 1896 wurde 1896 als Magdeburger Fußball- und Cricket Club Viktoria gegründet. 1900 gehörte Viktoria 96 zu den Gründungsmitgliedern des Deutschen Fußball-Bundes. 1903 stand der Verein im Viertelfinale der 1. deutschen Fußballmeisterschaft und scheiterte dabei am Altonaer FC von 1893 mit 8:1. Von 1912 bis 1938 nennt sich der Verein SV Viktoria 1896 Magdeburg.

### MTV 1860 Magdeburg-Neustadt
Der Verein wurde am 10. August 1860 als Männer-Turn-Verein 1860 Magdeburg-Neustadt (kurz MTV 1860 Neustadt) unter dem Vorsitzenden Albert Zschokke gegründet. Nachdem am 10. August 1862 die erste Vereinsfahne geweiht wurde, gehörte der Verein am 24. Januar 1863 als einer von fünf Vereinen zu den Begründern des Magdeburger Turnrat. 1888 erfolgt die Einweihung der neuen Turnhalle in der Nachtweide 99. Im gleichen Jahr wird die Fechtabteilung gegründet. 1894 erfolgt der Aufbau einer Schwimmabteilung, zwei Jahre später wird die Abteilung Wandern sowie eine spezielle Frauen-Abteilung gegründet. Zwischen 1917 und 1919 ruht der Sportbetrieb wegen des Ersten Weltkriegs.

### Nach der Fusion 1936
Mit der aus wirtschaftlichen Gründen notwendigen Fusion wird aus beiden Vereinen gemeinsam der VfL Viktoria-Neustadt 1860 Magdeburg. Dank der Viktoria hatte auch der Fußball einen Platz im neuen Gesamtverein. Bis 1945 wird aktiv Sport ausgeübt. Mit Ende des Zweiten Weltkriegs wird der Verein aufgelöst. Im Oktober 1945 gründet sich die Volkssportgemeinschaft SG Neue Neustadt unter Max Giesler. Somit konnte man zumindest im Fußball und im Handball weiter aktiv bleiben. Der ehemalige Rüstungsbetrieb Otto Gruson übernahm 1947 als Trägerbetrieb die SG Neue Neustadt. Im Folgejahr verließen viele Aktive den Verein und gingen zur SG Aufbau Börde. Aus den verbliebenen Mitgliedern wurde die SG Marathon. 1950 wird die BSG Stahl Nord unter den Trägerbetrieben VEB Förderanlagen „7. Oktober“, „Wema“ und „Midemo“ gegründet. 1952 wird die BSG in BSG Motor Neustadt umbenannt. Im Februar 1957 erfolgt die Fusion der BSG Motor Neustadt und der BSG Motor Nord zum TuS Motor Neustadt.
Ab dem 21. Januar 1958 genehmigte der Bundesvorstand des DTSB der DDR als neuen Namen TuS Fortschritt Magdeburg Neustadt. Mit der Wiedervereinigung Deutschlands wird aus dem Verein nach einer Übergangsphase 1996 der heutige TuS 1860 Magdeburg Neustadt. Nachdem dem Verein bereits 2000 die Stadtplakette der Stadt Magdeburg in Gold zuteilwurde, bekam der Verein am 13. August 2005 die Sportplakette des Bundespräsidenten verliehen.

## Abteilungen

### Fußball
Die Fußballabteilung ist nach den Erfolgen des FC Viktoria nicht noch einmal zu großen Erfolgen gekommen. Zwar spielte man kurzzeitig in der DDR-Liga, heute tritt die 1. Männermannschaft in der Landesklasse an. Traditionell besitzt die Jugendarbeit eine gewichtige Rolle. Im ehemaligen TZ-Stützpunkt Nord wurden bis zur Wende junge Talente des Stadtbezirks Nord zusätzlich zum regulären Training gefördert und für die Aufnahme in die Leistungszentren vorbereitet. Die Junioren-Mannschaften spielen alle auf Landesebene (A-B-C-D) sowie in den höchsten Spielklassen der Stadt Magdeburg (E-F-G). Die "Erste" ist in der Landesklasse Staffel 2 sowie die "Zweite" in der Stadtoberliga beheimatet. Neben dem Altherren-Team sind auch die Kleinfeld-Senioren sowie die Sportgruppe sehr aktiv. Die „Neustadttiger“ sind überregional ein Markenzeichen für erfolgreiche Nachwuchsarbeit. Die Fußballabteilung hat heute ca. 275 Mitglieder.

### Handball
Die Handballabteilung des Vereins besteht seit 1921. 1927 gewann der Verein die erste Kreismeisterschaft. 1931 errang die Mannschaft die Mitteldeutsche Meisterschaft. Von 1933 bis zum Abstieg 1938 spielte der Verein in der erstklassigen Handball-Gauliga Mitte. Trainer, wie Harry Jahns, „KaDe“ Groth und Andrea Schulze formten junge Talente, die dann ihre weitere Karriere beim SC Magdeburg oder in anderen Leistungszentren fortsetzten. 
Heute spielt die erste Herrenmannschaft in der Bezirksliga Nord Sachsen-Anhalt. Die Damen spielen in der Bezirksoberliga Nord. Mit ca. 150 Mitgliedern ist die Handballabteilung die zweitstärkste im Verein.

## Auszeichnungen
- 1975 „Vorbildliche Sektion“ des DFV der DDR sowie in den Jahren 1978, 1983 und 1987
- 1977 Ehrenurkunde bzw. Ehrenschleife des Präsidiums des |DTSB (ebenfalls 1983 bis 1987)
- 1986 „Vorbildliche Sportgemeinschaft“ des DTSB der DDR
- 1989 „Vorbildliche Sektion“ durch den Deutschen Handballverband
- 2000 Verleihung der Stadtplakette der Stadt Magdeburg in Gold (18. Juni 2000)
- 2005 Sportplakette des Bundespräsidenten (13. August 2005)
- 2011 Vorsitzenden Günther Knoche wird von Ministerpräsident Wolfgang Böhmer der „Verdienstorden der Bundesrepublik Deutschland“ für sein Engagement für den Sport verliehen
- 2013 „Großer Stern des Sports“ in Bronze durch den DOSB

## Erfolge
- 1931 Mitteldeutscher Handballmeister
- 1964 Steinfurt wird Juniorenmeister im Gewichtheben
- 1977 1 × Gold und 2 × Silber bei der Vl. Kinder- und Jugendspartakiade im Fußball
- 2013 Fußball D-Junioren werden unter Trainer Bernd Cotte Landesmeister und Hallenlandesmeister

## Bekannte Sportler
Seit der Gründung am 10. August 1860 durchliefen viele junge Sportler die Nachwuchsabteilungen des Vereins. Darunter Otto Fräßdorf (Fußball), Marcel Maltritz (Fußball), Ingolf Wiegert (Handball Olympiasieger 1980), Henning Fritz (Welthandballer), Marco Stange (Handball), Michael Jahns (Handball) oder der deutsche Handball-Nationalspieler Christoph Theuerkauf. Auch international geachtete Schiedsrichter sind im Verein groß geworden. Robert Schulze und Tobias Tonnies sind beste Beispiele, dass auch diese Sparte durch den TuS 1860 Magdeburg-Neustadt gefördert wird. Mit Ronny Dedens und Nico Geckert standen zwei Schiedsrichter im Bundesligakader.
Auch Felix-Benjamin Schwermer, derzeit Fußballschiedsrichter der 3. Liga, pfeift für diesen Verein. Mit Karla Görlitz wuchs in den vergangenen Jahren eine Jugendnationalspielerin heran, die im Verlauf ihrer Laufbahn bei verschiedenen Frauen-Bundesligamannschaften aktiv war.